# Jakob Seidl
Jakob Seidl (* 6. Juli 2005) ist ein österreichischer Fußballspieler.

## Karriere
Seidl begann seine Karriere beim SVU Großdietmanns. Zur Saison 2019/20 wechselte er in die Jugend des SV Horn. Im Mai 2022 spielte er erstmals für die Amateure der Horner in der 1. Klasse. Bis zum Ende der Saison 2021/22 kam er viermal in der siebthöchsten Spielklasse zum Einsatz.
Im Juni 2023 gab Seidl bei seinem Kaderdebüt für die Profis sein Debüt in der 2. Liga, als er am 30. Spieltag der Saison 2022/23 gegen den SKU Amstetten in der 51. Minute für Benjamin Mulahalilović eingewechselt wurde. Insgesamt kam er zu vier Zweitligaeinsätzen für die Horner. Zur Saison 2024/25 wechselte er zum viertklassigen ASV Schrems.